# Revoluções de 1820

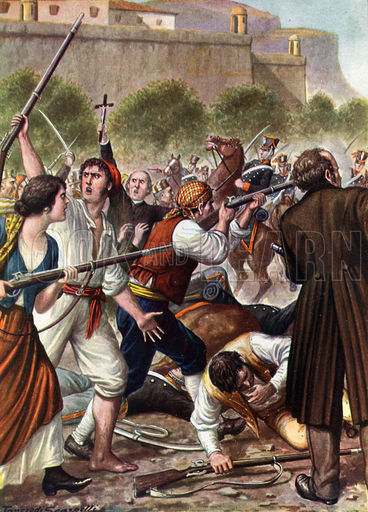
"Storia d'Italia" de Paolo Giudici (Nerbini, 1929-32) aborda as Revoluções de 1820 na Itália, destacando seu impacto na história do país

Revoluções de 1820 ou Ciclo revolucionário de 1820  são os nomes que a historiografia tem designado ao conjunto de processos revolucionários realizados na Europa em torno de 1820. Foi a primeira das ondas revolucionárias que abalou a Europa depois das Guerras Napoleônicas, repetida sucessivamente em 1820, 1830 e 1848.
Seus eixos ideológicos foram o liberalismo e nacionalismo. Dado que os países mais afetados foram os do sul da Europa, como a Espanha, o Nápoles e a Grécia no epicentro, o chamado Ciclo Mediterrâneo tem sido o contrário das Revoluções do Atlântico, que precedeu a geração anterior as primeiras revoluções liberais ou revoluções burguesas, sucedidas em ambos os lados do oceano: a Independência dos Estados Unidos -1776- e da Revolução Francesa -1789-).
No caso da França, as ondas revolucionárias que começaram em 1820 acirraram o debate entre monarquistas e liberais, criando um sistema político peculiar, onde a monarquia havia sido restaurada, mas sob o controle de uma constituição muitas vezes identificada com os princípios do Liberalismo.
As revoluções de 1820 surgiram para restaurar o que restou da derrota da revolução francesa, o que envolveu a restauração do antigo regime. Esta aliança das monarquias finalmente conseguiu evitar a possibilidade de uma generalização de propagação das ondas revolucionárias oriundas da França e reprimiu as manifestações revolucionárias. Dadas as dificuldades, como uma forma de organizar os revolucionários de 1820, foi através de sociedades secretas, semelhante à maçonaria como carbonários.
Embora as anormalidades pudessem ser detectadas cedo, o movimento revolucionário que surgiu contagiou vários outros casos de movimentos revolucionários na Europa (incluindo a Constituição). As revoluções de Portugal e a Itália (especialmente o Piemonte e Nápoles) são exemplos de movimentações liberais burguesas similares. Muito mais distante no tempo e no espaço, foram movimentos de natureza muito diferente o caso do Império Russo (Revolta dezembrista, 1825). O mais peculiar, na Grécia, onde em 1821 data o início do movimento para a independência grega, proclamada em 1822, e foi a única das revoluções do ciclo que para ser bem sucedida, contou com o apoio das potências europeias contra o Império Otomano (antigo incômodo no terreno da extrema Europa, hoje mais ou menos Turquia).